# سبايك فايرفلاي
سبايك فايرفلاي (بالإنجليزية: Spike Firefly) هي ذخيرة متسكعة إسرائيلية الصنع من إنتاج شركة رفائيل للنظم الدفاعية المتقدمة. تزن الطائرة 3 كلجم، ويمكنها التحليق لمدة 30 دقيقة ويشغلها مشغل واحد، تمنح الجنود مدى رؤية حتى 1.5 كلم. استخدمها الجيش الإسرائيلي في عملياته في الحرب الإسرائيلية الفلسطينية 2023. استخدمت الشركة المصنعة مشهدًا حقيقيًّا في إعلان ترويجي، يُظهر المقطع عملية استهداف شاب فلسطيني أعزل في قطاع غزة، ما أثار موجة استنكار على وسائل التواصل الاجتماعي.